# 派珀角
派珀角（英語：Point Piper），澳洲最矜貴的豪宅區，距離悉尼商業中心區大約6（3.7英里），位於該區的沃爾斯利路在全球最貴街道中排行第九。

## 地理位置
派珀角位處悉尼港，在玫瑰灣與德寶灣之間，貝爾維尤山山麓之下，面向德寶灣方向的大宅享有悉尼歌劇院及悉尼港灣大橋的景色，部份更加設有私人碼頭，氣派非凡。

## 歷史
派珀角以英國海軍上尉約翰·派珀命名。派珀於1792年到達當時還是殖民地的悉尼，並於1816年在政府授予的190英畝（0.77平方）土地上興建了帕拉第奧式建築的房屋。由於財政管理不善，派珀曾經在悉尼港中尋死。自殺不遂後以5千英磅賣掉該區附近所有物業，之後在巴瑟斯特歸隱田野。派珀原本的府邸於1850年已被拆卸。

## 知名住客
- 麥肯·騰博，前澳大利亞反對黨領袖
- 弗蘭克·洛伊（英语：Frank Lowy），西田集團創辦人
- 约翰·西蒙（John Symond），澳洲房貸（Aussie Home Loans）創辦人
- 拉克蘭·梅鐸，傳媒大亨魯柏·梅鐸之子（已遷出）